# Burlington International Airport

i7
i11
i13
Der Burlington International Airport (IATA: BTV, ICAO: KBTV) ist der internationale Flughafen von Burlington im US-Bundesstaat Vermont. Er befindet sich auf der Gemarkung von South Burlington, etwa fünf Kilometer östlich der Innenstadt von Burlington. Er ist mit 1.181.520 Passagieren im Jahr 2017 der mit Abstand größte Flughafen Vermonts.
Daneben nutzt die Vermont Air National Guard das Flugfeld als Militärflugplatz, die Burlington Air National Guard Base, die sich nordöstlich der Start- und Landebahn befindet. Daneben nutzen auch die Heeresflieger der Nationalgarde den militärischen Bereich.

## Militärische Nutzung
Die 134th Fighter Squadron des 158th Fighter Wings erhielt im August 2019 als erste Einheit der Nationalgarde die F-35A. Die Staffel ist bereits seit 1946 in Burlington beheimatet und flog zuletzt die F-16. Seit 2016 liegt hier daneben die 315th Fighter Squadron die anschließend ebenfalls auf die F-35A umrüstete.

## Zivile Nutzung

### Verkehrsreichste Strecken
| Rang | Stadt                                 | Passagiere | Fluggesellschaft |
| ---- | ------------------------------------- | ---------- | ---------------- |
| 01   | New York–JFK, New York                | 086.590    | JetBlue          |
| 02   | Philadelphia, Pennsylvania            | 072.600    | American         |
| 03   | Newark, New Jersey                    | 072.240    | United           |
| 04   | Chicago–O’Hare, Illinois              | 071.740    | American, United |
| 05   | Washington–National, Washington, D.C. | 067.360    | American         |
| 06   | New York–LaGuardia, New York          | 046.880    | Delta            |
| 07   | Detroit, Michigan                     | 042.310    | Delta            |
| 08   | Washington–Dulles, Washington, D.C.   | 039.760    | United           |
| 09   | Charlotte, North Carolina             | 037.530    | American         |
| 10   | Atlanta, Georgia                      | 037.190    | Delta            |